# Elhamma australasiae
Elhamma australasiae är en fjärilsart som beskrevs av Walker 1856. Elhamma australasiae ingår i släktet Elhamma och familjen rotfjärilar. Inga underarter finns listade i Catalogue of Life.

## Bildgalleri

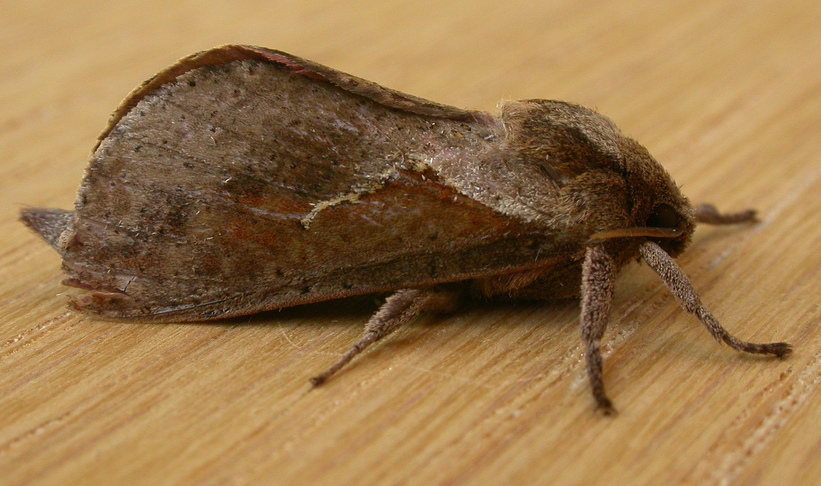
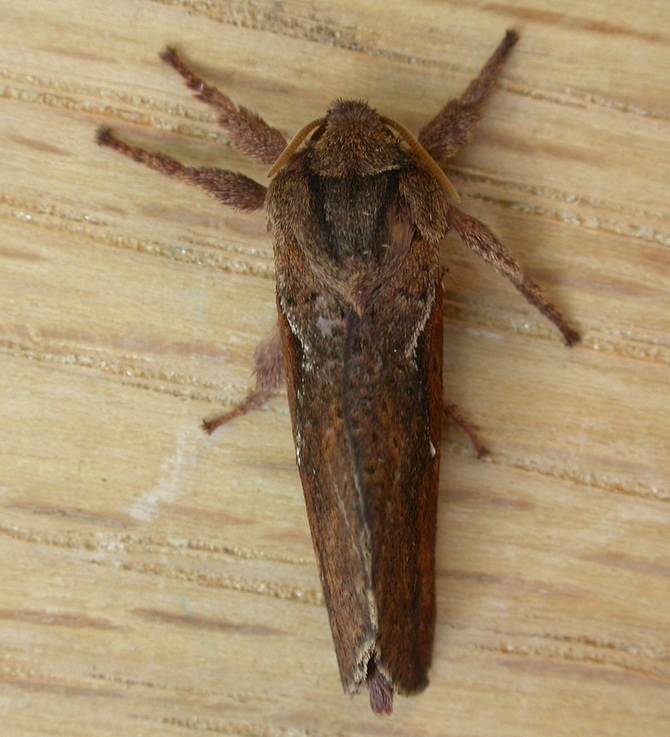
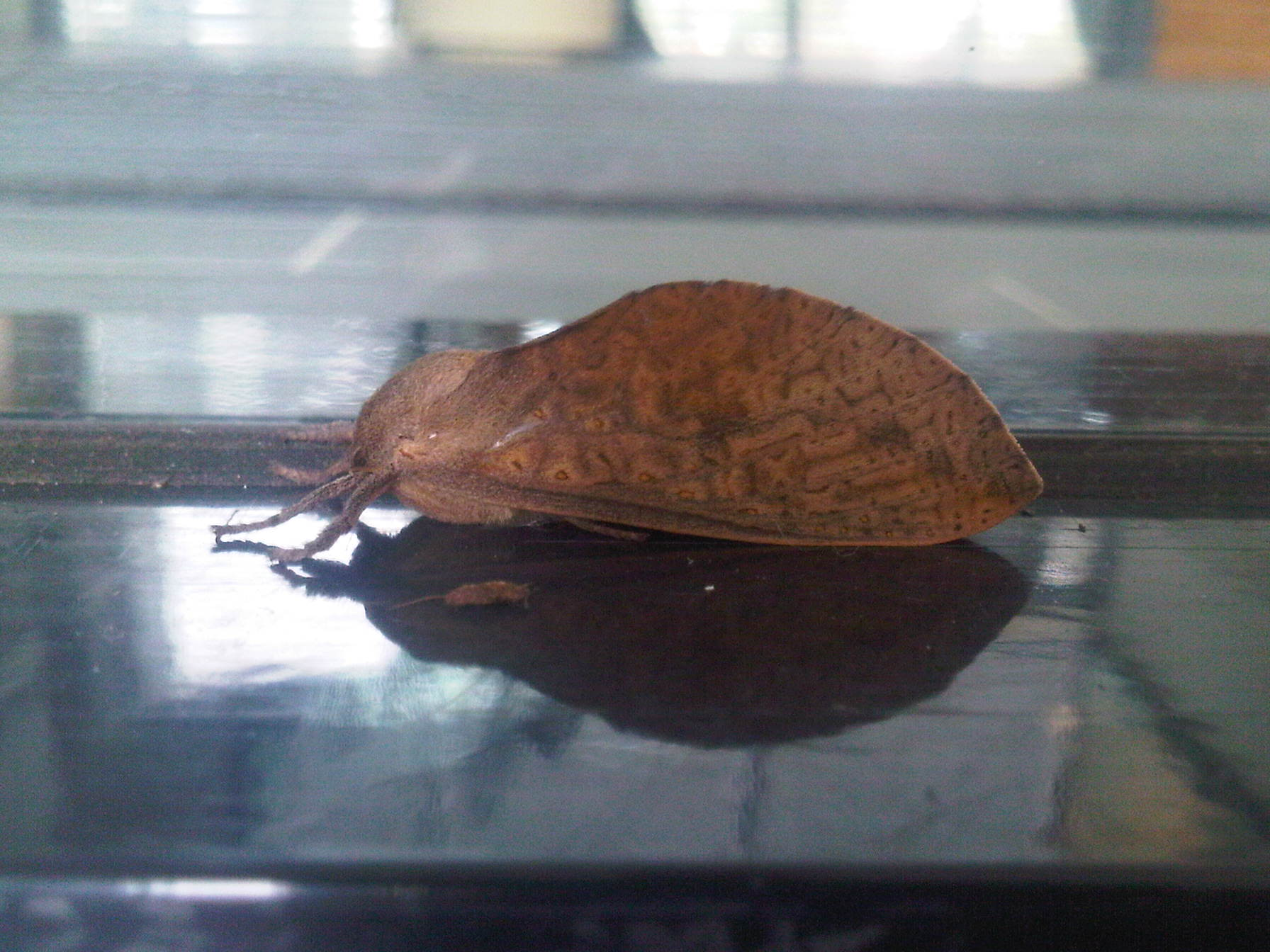
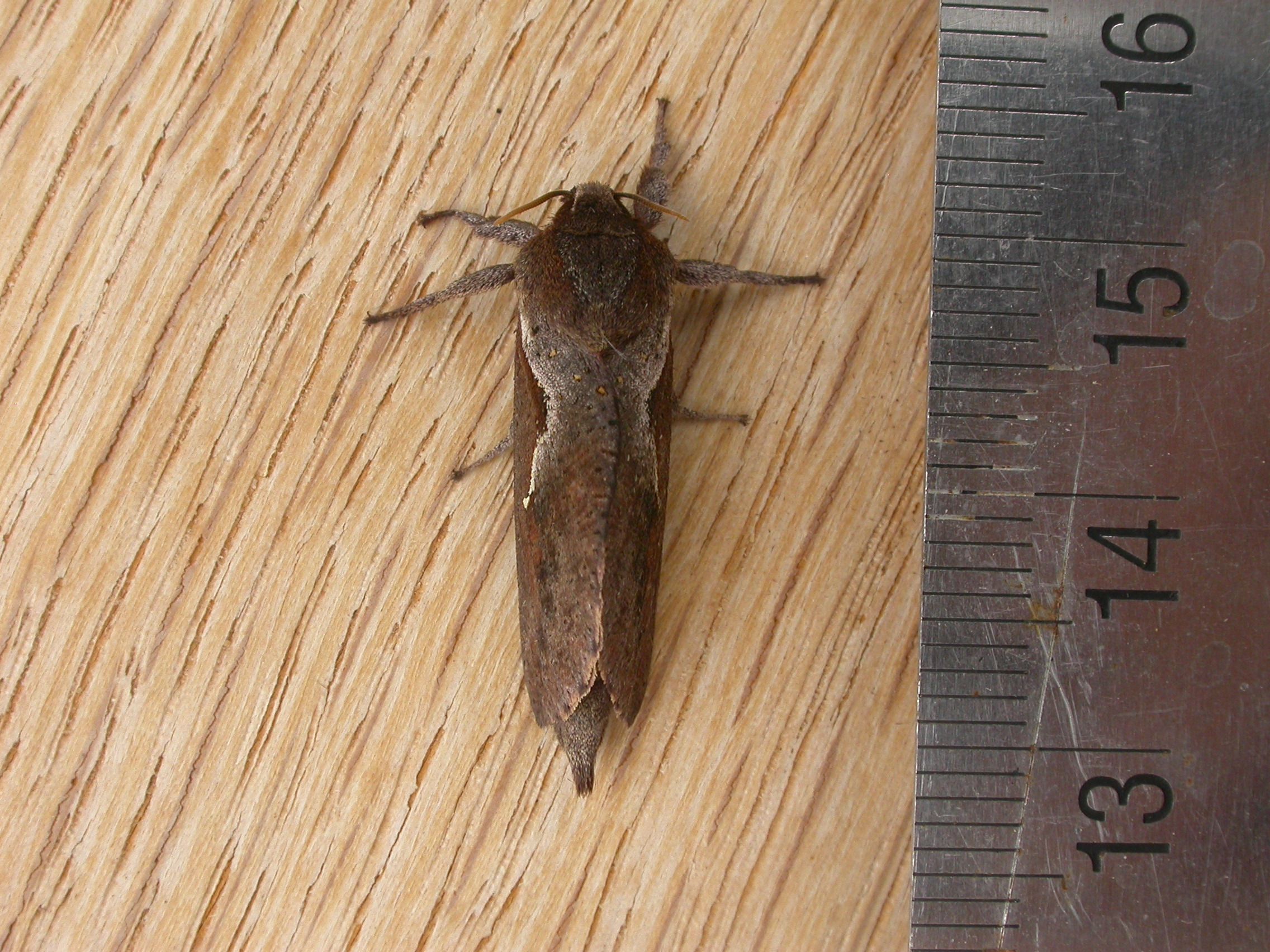
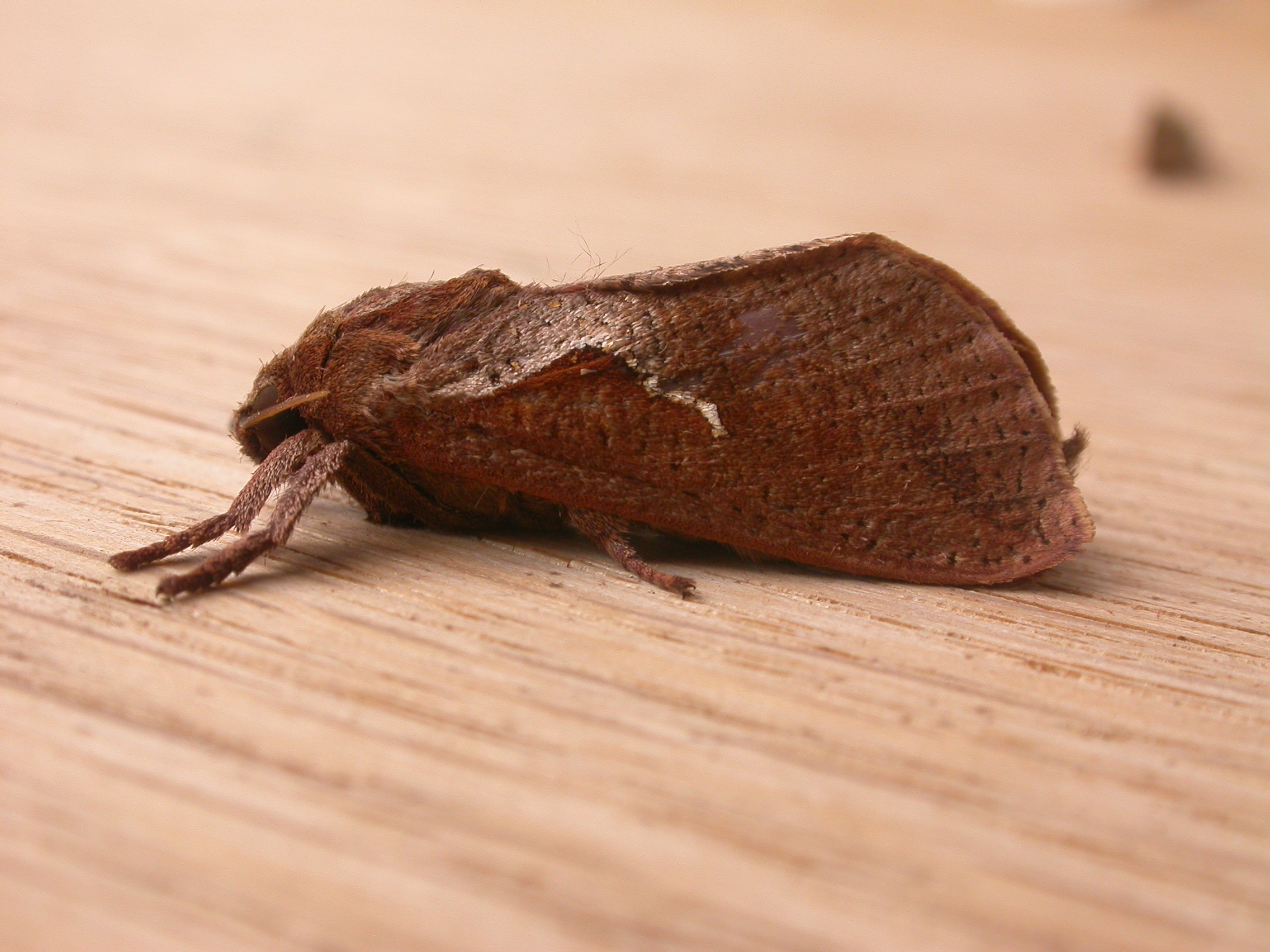
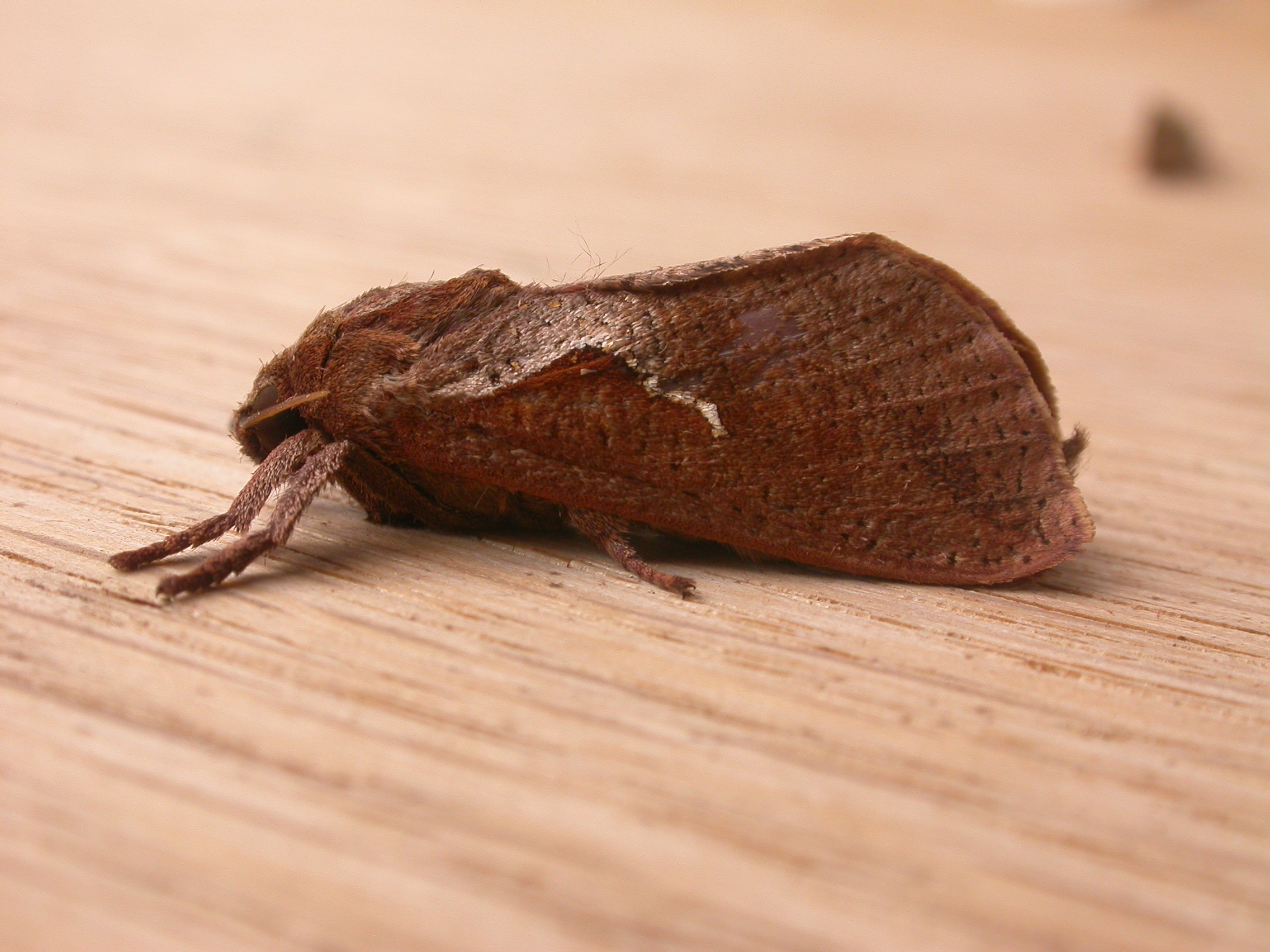